# Bardonnex
Bardonnex es una comuna suiza del cantón de Ginebra. 

## Geografía
Comuna rural situada en la frontera sur del cantón de Ginebra, Bardonnex posee cuatro aldeas. Los grandes cultivos sobre la llanura dejan sitio a la viticultura en la ladera sur. Bardonnex es conocida como puerta de entrada de turistas, pues la aduana de la autopista del sur lleva su nombre.
La comuna limita al norte con la comuna de Plan-les-Ouates, al este con Troinex, al sureste, sur y suroccidente con las comunas francesas de Bossey, Archamps, Collonges-sous-Salève y Saint-Julien-en-Genevois, y finalmente al noroccidente con la comuna suiza de Perly-Certoux.

## Historia
Bardonnex es mencionada por primera vez con el nombre de Bardonacum, en una bula del Papa Eugenio III, datada del 1 de marzo de 1153. Entonces la iglesia de Bardonnex pertenecía al priorato de Saint-Jean-hors-les-murs (San Juan fuera de los muros) en Ginebra, el mismo dependiente de la Abadía de Ainay (cerca de Lyon).
La comuna perdió su iglesia tras la ocupación bernesa (1536-1567) y los habitantes del lugar pasaron a depender de la parroquia de Compesières. 
El 18 de marzo de 1816, fecha de la firma del Segundo Tratado de Turín, Compesières hizo parte de las comunas cedidas por los reinos de Cerdeña y Francia a la República de Ginebra, con el fin de permitirle desenclavar su territorio para poder entrar a ser parte de la Confederación Helvética. 
Con la modificación de fronteras, Compesières pierde la aldea de Lathoy, pero gana las de Perly, Certoux y Evordes, así como un terrero en Croix-de-Rozon. También posee las aldeas de Arare, Bardonnex, Charrot, Drize, Landecy, Plan-les-Ouats y Saconnex-Arve. 
Perly y Certoux se separan de Compesières en 1820 para formar la actual comuna de Perly-Certoux. Tras algunos conflictos en cuanto a los fondos comunales, la comuna de Compesières fue dividida el 16 de junio de 1851, en las comunas de Bardonnex y Plan-les-Ouates. Las aldeas de Arare y Saconnex-d'Arve fueron añadidas a la comuna de Plan-les-Ouates. 
La forma actual de la comuna existe desde 1852.